# 上杉雪灯篭まつり
上杉雪灯篭まつり（うえすぎゆきどうろうまつり）は、山形県米沢市で毎年2月第2土曜日と第2日曜日に開催される祭りである。

## 概要
約300基の雪灯篭と約1,000個の雪ぼんぼりが会場の上杉神社と松が岬公園に点灯される。ライトアップされる夜が見頃だが、日中のステージイベントなどが開催される。
祭り開催の発端は初開催の何年も前に遡る。米沢市内の名士が上杉神社に集まり、雪見の宴を開いてた際に盃をかわしながら、戦争で亡くなった友人のことが話となった。そこで、故人を偲ぼうと境内の雪の山に小さな横穴を掘って、ろうそくに灯火すると、雪の中で灯りがゆらめく情景が幻想的で当時感動をしたという。これがきっかけで戦争で亡くなった方たちの御霊を慰めることと、雪国の生活をマイナスとして捉えるのではなく、雪国ならではの楽しみと幽玄な美を味わってほしいという思いから本祭りが開催されることとなった。第1回の開催より太平洋戦争戦没者の霊を慰める鎮魂塔を雪で製作し、献灯されている。
暖冬などの影響による雪不足の年は苦難であり、灯籠の数を減少して開催したり、過去には雪で作る鎮魂祭の塔を木製に変更したり、会場にトラックで雪を搬入して開催した年もある。

## 新型コロナウイルス感染拡大による影響
2021年2月開催の上杉雪灯篭まつりは新型コロナウイルスの感染症対策として、入場を予約制で行うことを発表した。しかし、置賜地方で新型コロナウイルスの感染者の確認が増えた事などを受け、最終的に初となる中止が発表された。
2022年2月開催の上杉雪灯篭まつりも新型コロナウイルスの感染症対策、またオミクロン株拡大によるまん延防止措置の影響で2度目の中止が発表された。この年、上杉雪灯篭まつり実行委員会事務局の有志が中止となった祭りの雰囲気を感じてもらうために上杉神社の参道などに計10基の雪灯篭を製作した。
2023年、3年ぶりに開催された。

## 見所
- 雪灯篭
- 鎮魂祭
- キャンドルゾーン